# Webmontag
Als Webmontag bezeichnet man eine Reihe informeller, nichtkommerzieller, dezentral organisierter Treffen um das Thema Internet und digitale Technologien. Die Veranstaltungen richten sich schwerpunktmäßig an Anwender, Softwareentwickler, Wirtschaftsförderung der Kommunalverwaltung, Unternehmensgründer, Unternehmer, Risikokapitalanleger, Wissenschaftler, Blogger und Webdesigner und finden jeweils an einem Montag statt.

## Herkunft und Geschichte
Inspiriert von der Kultur Silicon Valleys startete der Webmontag am 7. November 2005 in Köln als Versuch, ein bisschen „kalifornischen Sonnenschein“ nach Deutschland zu bringen. Der Webmontag wurde inspiriert von ähnlichen Veranstaltungen in der San Francisco Bay Area, wie zum Beispiel dem Wiki Wednesday oder auch Barcamp. Inzwischen finden in derzeit 34 Städten in Deutschland und der Schweiz regelmäßig Webmontage statt. Nach über 10 Jahren und mit über 1500 dokumentierten Events ist der Webmontag fester Bestandteil der Netzkultur in einer Vielzahl von Städten.
Am Montag, den 11. April 2016 fand in Nürnberg mit über 1000 Teilnehmern im Rahmen des Nürnberg Digital Festival, ehem. Nürnberg Web Week, der größte Webmontag seit Bestehen statt. Teilnehmer waren u. a. Ilse Aigner (Politikerin) und Albert Wenger (Risikoinvestor).

## Ablauf

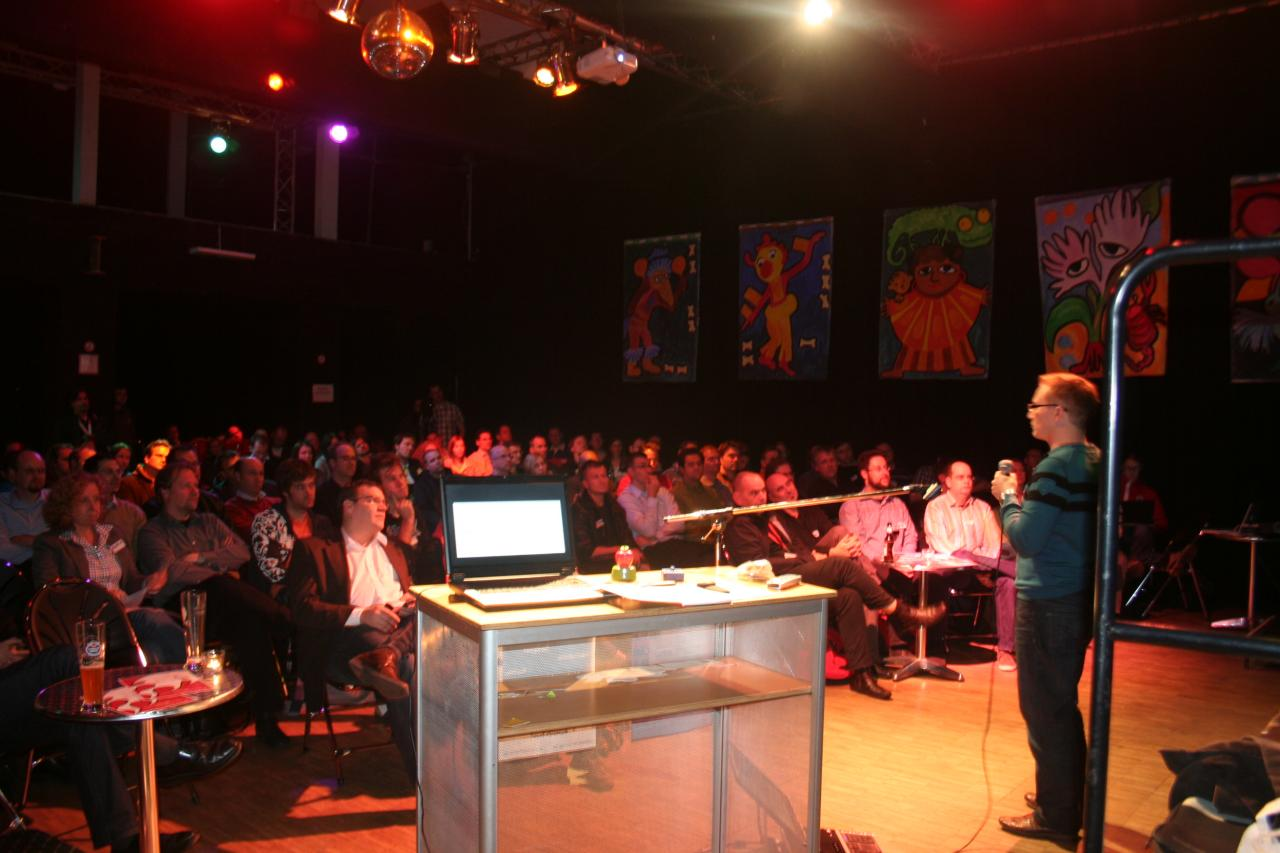
Webmontag in Frankfurt (2009)

Meist finden die Veranstaltungen an einem Montagabend in einem lockeren, offenen Rahmen mit Getränken, WLAN, interaktiven Präsentationen zu aktuellen Projekten und Produkten, Vorstellung und Austausch neuer Ideen und Networking statt. Von den Teilnehmern wird Offenheit für neue Ideen, Bereitschaft zu lernen und Teilen von Wissen erwartet.
Der Eintritt zu den Veranstaltungen ist kostenlos. Die Kosten (Raummiete, Technik) werden oft durch Sponsoren finanziert. Sprecherhonorare werden nicht gezahlt.
Die Organisation und Anmeldung erfolgt neben lokalen Webseiten und www.webmontag.de auch über Soziale Netzwerke wie Twitter, XING, Facebook, Google+ Meetup oder Lanyrd.
Die Veranstaltungsformate gehen von lockeren Gesprächsrunden über Impulsvorträge mit intensiven Diskussionen bis hin zu straff organisierten Präsentationen im Pecha-Kucha-Stil.

## Orte
In folgenden Städten finden regelmäßig Veranstaltungen statt:
- Deutschland: Aachen, Aalen, Berlin, Bielefeld, Bonn, Braunschweig, Bremen, Darmstadt, Dresden, Erfurt, Flensburg, Frankfurt, Gera, Gießen, Halle/Saale, Hamburg, Hannover, Jena, Karlsruhe, Kassel, Kiel, Köln, Leipzig, Lübeck, Magdeburg, Marburg, München, Nürnberg, Regensburg, Saarbrücken, Schwerin, Stuttgart, Wasserburg, Weimar

- Schweiz: Zürich